# Albrecht I (książę Meklemburgii, zm. 1265)
Albrecht I (ur. ok. 1230, zm. 15 lub 17 maja 1265) – książę Meklemburgii jako koregent od 1264 roku do śmierci.
Był prawdopodobnie drugim synem księcia meklemburskiego Jana I. Po jego śmierci 1 sierpnia 1264 został współdziedzicem księstwa razem ze starszym bratem Henrykiem oraz prawdopodobnie najmłodszym bratem Janem II. Zmarł jednak już po niecałym roku. Jest prawdopodobne, że ożenił się i nie miał dzieci, ale imię jego żony nie jest znane (być może była to nieznana z imienia córka jego stryja Mikołaja I z Werle).